# Bernard d'Ambronay
Bernard Ier de Portes, Bernard de Varey
Pour les articles homonymes, voir Saint Bernard, Bernard Ier et Bernard de Portes.
Ne doit pas être confondu avec Bernard II de Portes.
Bernard, OCat, né au XIe siècle, peut-être à Varey, et mort le 12 février 1158 ou 1159 à la chartreuse de Portes, est un moine viennois. D'abord religieux bénédictin de l'abbaye Notre-Dame d'Ambronay, il est cofondateur la chartreuse de Portes en 1115 avec le moine Ponce, dont il est le premier prieur jusqu'en 1147, charge qu'il reprend de 1149 à 1155. 
Usuellement appelé Bernard d'Ambronay, d'après le lieu où se trouve le monastère où fit il une première profession, il est traditionnellement reconnu comme le bienheureux Bernard Ier de Portes (en latin : Bernardus I. de Portis). Une tradition du XVIIe siècle le fait originaire de Varey, d'où l'appelation Bernard de Varey qui, par corruption, se retrouve parfois sous la forme Bernard de Varan ou de Varin.

## Nom
Selon une tradition des Annales de l'ordre des Chartreux (publiées en 1888) datant du XVIIe siècle : « on croit ce Bernard originaire du bourg de Varey près de la place forte d'Ambronay ». Plusieurs ouvrages l'appellent, à tort, Bernard de Varan ou de Varin.

## Biographie

### Installation dans le désert de Portes
En 1115, Didier, abbé de Notre-Dame d'Ambronay, permet aux moines Bernard et Ponce de quitter le monastère d'Ambronay, non pour les libérer de leurs vœux monastiques mais pour les laisser mener une vie plus austère et plus retirée. Après plusieurs jours de marche, Bernard et Ponce arrivent au désert de Portes, qui se trouve sans seigneur ni habitants ; ils doivent seulement respecter les limites des bois et des cultures des villages alentour.  
L'archevêque de Lyon, Gauceran, soutient leur initiative et en fait les propriétaires des lieux. En 1115 ou 1116, il revient avec saint Hugues, évêque de Grenoble, resté célèbre pour avoir été l'ami et protecteur de maître Bruno, fondateur de l'ordre des Chartreux mort en 1101.

### Premier priorat
La notoriété involontaire des ermites attire plusieurs moines ou laïcs, et Bernard est élu rapidement prieur de la jeune communauté, qui décide d'adopter la vie cartusienne. En 1228, l'église est consacrée par Hugues de Grenoble et le nouvel archevêque de Lyon, qui est également présent pour la réception des Coutumes de Chartreuse (Consuetudines Cartusiæ), tout juste mises par écrit par Guigues Ier, compagnon de maître Bruno et cinquième prieur de la Grande-Chartreuse. 
L'archevêque formule les limites du terrain de la chartreuse de Portes et plusieurs interdictions pour que les moines vivent en solitude et éviter l'enrichissement du monastère. Vers 1100, l'évêque Hugues avait promulgué des mesures similaires pour la Grande-Chartreuse, ce qui fut vraisemblablement un modèle pour celle de Portes. Dans les années suivantes, les moines élargirent les limites précédemment fixées pour la subsistance du monastères, obtenant des seigneurs locaux qu'ils renoncent à leurs droits (réels ou potentiels) sur certaines terres.
En 1140 ou en 1141, Bernard assiste au premier chapitre général (commune capitulum) de l'ordre cartusien.

### Second priorat
Sentant que la vieillesse le gagne, le prieur Bernard nomme comme successeur au prieuré un moine de son monastère, Bernard de Portes, devenue évêque de Belley en 1136 et issu d'une famille des environs. Bernard II devient prieur de 1147 à 1148, puis il meurt le 16 décembre 1152 ; Bernard Ier redevient prieur jusqu'en 1155, et il meurt probablement le 12 février 1158 ou 1159.
L'année de décès de ne figure pas dans les plus anciens calendriers, où l'on se contentait de consigner le jour de la mémoire à faire du mort. L'obtuaire de la  chartreuse de Meyriat indique qu'il meurt en 1152 ; mais cela est un ajout postérieur et erroné, car Bernard assiste au chapitre général des Chartreux de 1153. Les archives disent qu'il meurt durant le priorat d'Anthelme de Chignin, en 1158 ou 1159. Les Annales de l'ordre des Chartreux a adopté la date de 1158.

### Fin de vie et béatification
Ses vertus suscitèrent de nombreuses vocations parmi la noblesse des environs. C'est lui qui attira saint Arthaud de Belley et le bienheureux Airald, pour ne citer que les plus connus ; il les dirigea dans les voies de la sainteté. Sa piété amena à Portes un grand nombre de personnages importants qui venaient lui demander conseil et recommander leurs intentions aux prières d’une communauté très fervente. Le moine Guillaume, dans sa biographie d'Anthelme de Chignin, a laissé un portrait très élogieux de Bernard, qu'il décrit comme travailleur, prévoyant, charitable, humble et de bonne compagnie.
Bernard meurt « en odeur de sainteté », réputé pour faire des miracles de son vivant et après sa mort. Sans que cela ne soit officiel, le cofondateur de Portes est traditionnellement reconnu comme bienheureux et fêté le 12 février.